# 北極地域国境局
ロシア連邦保安庁北極地域国境局（ロシア語: Арктическое Региональное пограничное управление；略称АРПУ ФСБ РФ）は、ロシア国境軍の北極領域における地域機関。本部は、ムルマンスクに位置する。

## 組織
- ムルマンスク州国境局：
- アルハンゲリスク州国境局：